# All Red Line

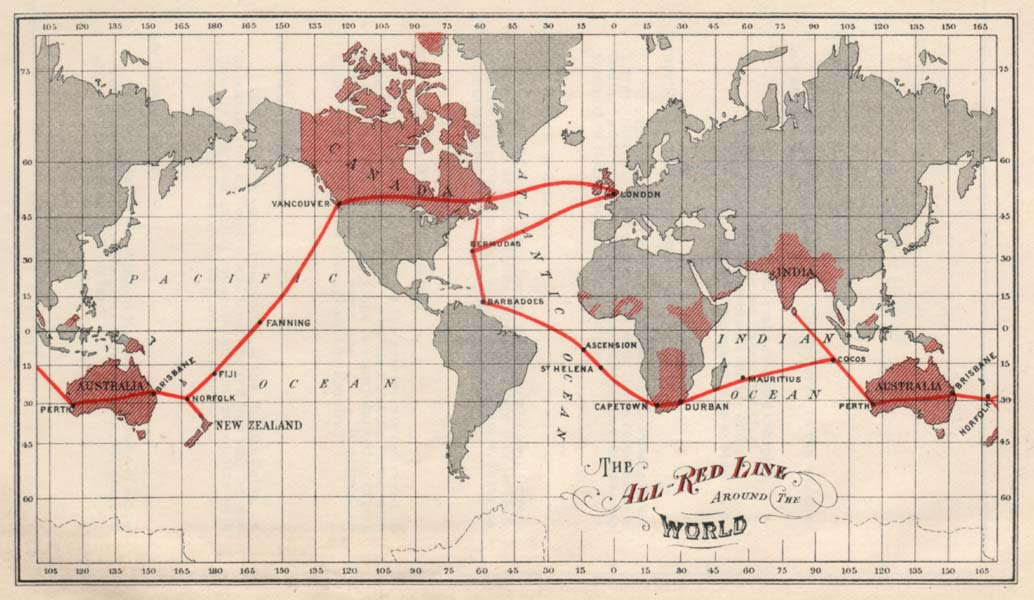
Weltumspannende All Red Line (um 1903)

All Red Line (deutsch etwa „Ganz rote Leitung“) war die englische Bezeichnung für ein Netz von Telegrafenlinien des Britischen Weltreichs, das in den ersten Jahrzehnten des 20. Jahrhunderts den gesamten Erdball umschloss.

## Geschichte
Die Technik der elektrischen Telegrafie hatte sich seit ihren Anfängen in den 1830er- und 1840er-Jahren zu einem zuverlässigen und bewährten Medium der Kommunikation über große Distanzen entwickelt. Nachdem zunächst lokale Linien, wie beispielsweise 1844 die Telegrafenlinie Baltimore–Washington oder 1847 die Linie Bremen–Bremerhaven errichtet worden waren, und danach räumlich begrenzte erste Netze entstanden, ergab sich der natürliche Wunsch, diese miteinander zu verbinden. Beispiele hierzu sind die First Transcontinental Telegraph von 1861 in den Vereinigten Staaten, die indo-europäische Telegrafenlinie von 1870, die Transaustralische Telegrafenleitung von 1872 und der Canadian Pacific Railway Telegraph von 1886.
Mit Verlegen von Seekabeln durch die Ozeane der Welt, wurden nach und nach auch die Kontinente miteinander verbunden, schließlich, im Jahr 1902, die Westküste Kanadas mit Australien (siehe auch: Transpazifisches Telegrafenkabel). Auf diese Weise verfügte das Britische Weltreich über eine weltumspannende Telegrafenlinie, genannt die All Red Line (Bild).
Während des Ersten Weltkriegs erwies sich diese als ein wichtiger strategischer Vorteil gegenüber den Mittelmächten, da, im Gegensatz zum deutschen Pendant, das britische Telegrafennetz intakt blieb.